# Other Press
Other Press est une maison d'édition indépendante créée en 1998 à New York aux États-Unis. Elle publie principalement de nombreuses traductions d'auteurs contemporains du monde entier, ainsi que des auteurs américains de fiction et des essais.

## Historique
La maison d'édition est fondée en 1998 à New York par deux éditeurs, Judith Gurewich et Michael Moskowitz, désirant principalement publier des ouvrages académiques, en particulier de psychanalyse (tels que les ouvrages de Jacques Lacan). 
Par la suite Other Press s'oriente vers la littérature européenne traduite, avec notamment des livres de Kamel Daoud (Meursault, contre-enquête), Atiq Rahimi (Syngué Sabour. Pierre de patience), Nicolas Mathieu (Leurs enfants après eux), Éric Vuillard, Patrick Modiano, Camille Laurens, Catherine Cusset, Tanguy Viel, Véronique Olmi, Hervé Le Tellier, Alberto Moravia, Erri De Luca, Peter Stamm, Sarah Bakewell, Michael Greenberg, Ninni Holmqvist, Michael Crummey, Simon Mawer, Saleem Haddad, Bruce Bauman, Pier Paolo Pasolini, Theodor Kallifatides, Jan-Philipp Sendker, Andrew Curran, et d'autres.
La distribution et promotion des livres est assurée par Penguin Random House.